# Chapelle de la Transfiguration de Glazovo
La chapelle de la Transfiguration de Glazovo (en russe : Часовня Сошествия Святого Духа) est une chapelle construite en bois, située dans le hameau inhabité de Glazovo, dans le raïon de Plessetsk, dans l'oblast d'Arkhangelsk, en fédération de Russie.
L'édifice est classé dans la liste de l'héritage patrimonial de la Russie d'intérêt régional sous le n°291710952770005. Elle appartient au type en bois, sa construction date du tout début du XIXe siècle, et grâce aux différentes restaurations, elle est dans un très bon état.

## Histoire
En 1801, les villageois de Glazovo ont commencé la construction d'une chapelle, dédiée à la Transfiguration. La construction de la chapelle n'avait pas été autorisée ni par l'Église ni par l'ouïezd, mais les autorités ne firent pas opposition. Les villageois ne l'avaient pas construite pour symboliser un schisme « mais pour des événements miraculeux ». Elle fut finie en 1805.
Pendant de très nombreuses décennies se tenait chaque année lors de la fête de la Transfiguration un office qui était célébré par le prêtre de Verchinino, un village non loin. Au début du XXe siècle, un clocher hexagonal fut ajouté à la chapelle.
Avec l'avènement du pouvoir soviétique, l'église fut fermée, puis fut rouverte lors de la création du parc national de Kenozero, qui engloba le hameau, en 1991. Pendant la période soviétique, des objets furent perdus. Dans la fin des années 1970 et début des années 1980, le plafond tomba même à cause de la vétusté. La chapelle fut à nouveau sacralisée en 1999.
En 1993, des travaux d'urgence eurent lieu pour les parties en plus mauvais état, puis cela continua les deux années suivantes.
En 1998, la chapelle fut restaurée en remplaçant le bois qui avait en partie pourri. Cette restauration fut accomplie par le personnel du parc national de Kenozero, en collaboration avec des spécialistes norvégiens. Les murs furent entièrement refaits, tout comme la clôture et le porche.
En 2003, les fresques ont été restaurées dans la chapelle. Ces fresques montrent les différents apôtres, les archanges et la Crucifixion.
Cette chapelle fut classée en 1990 comme objet patrimonial culturel d'importance régionale.

## Galerie

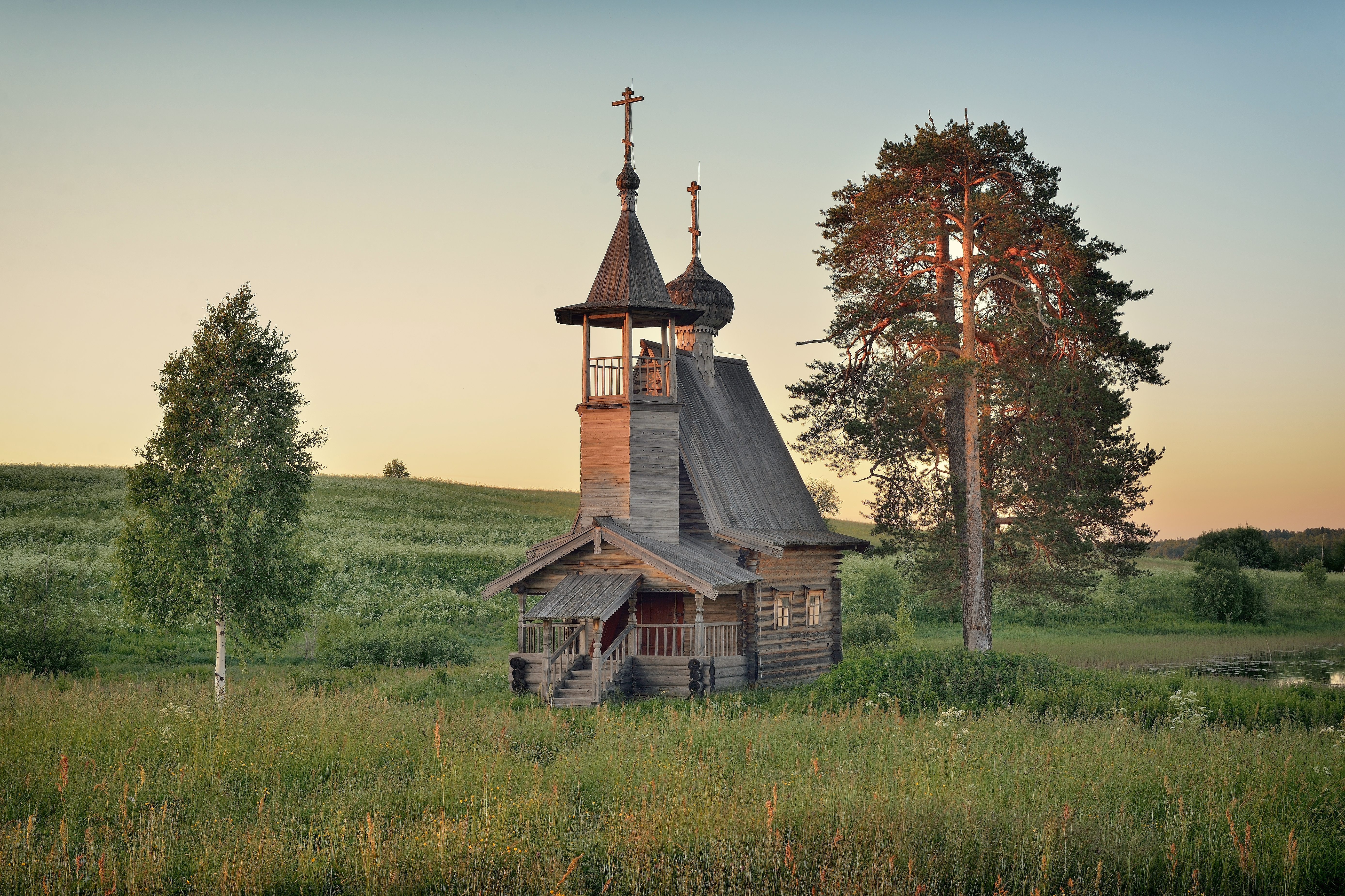
La chapelle en juin 2016 au couchant.
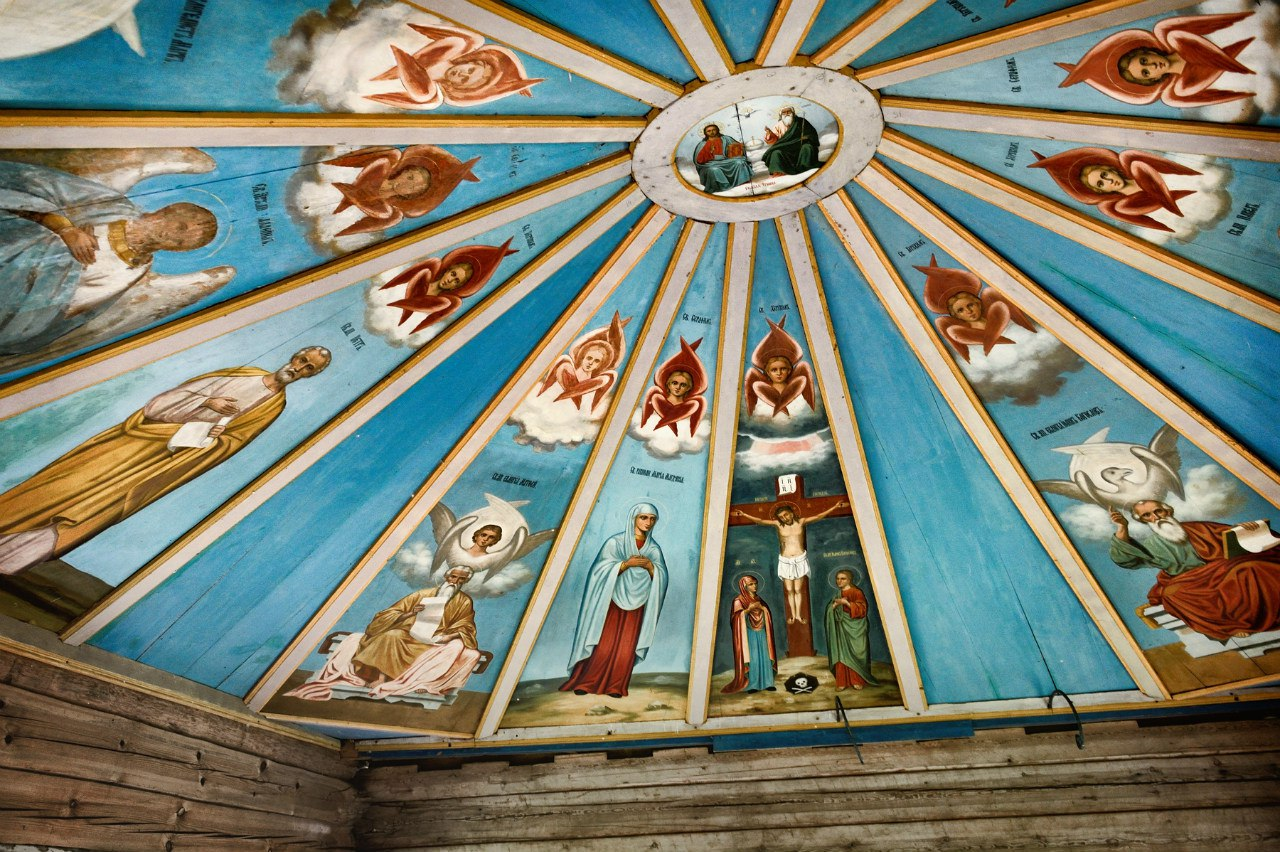
Plafond de la chapelle restauré.
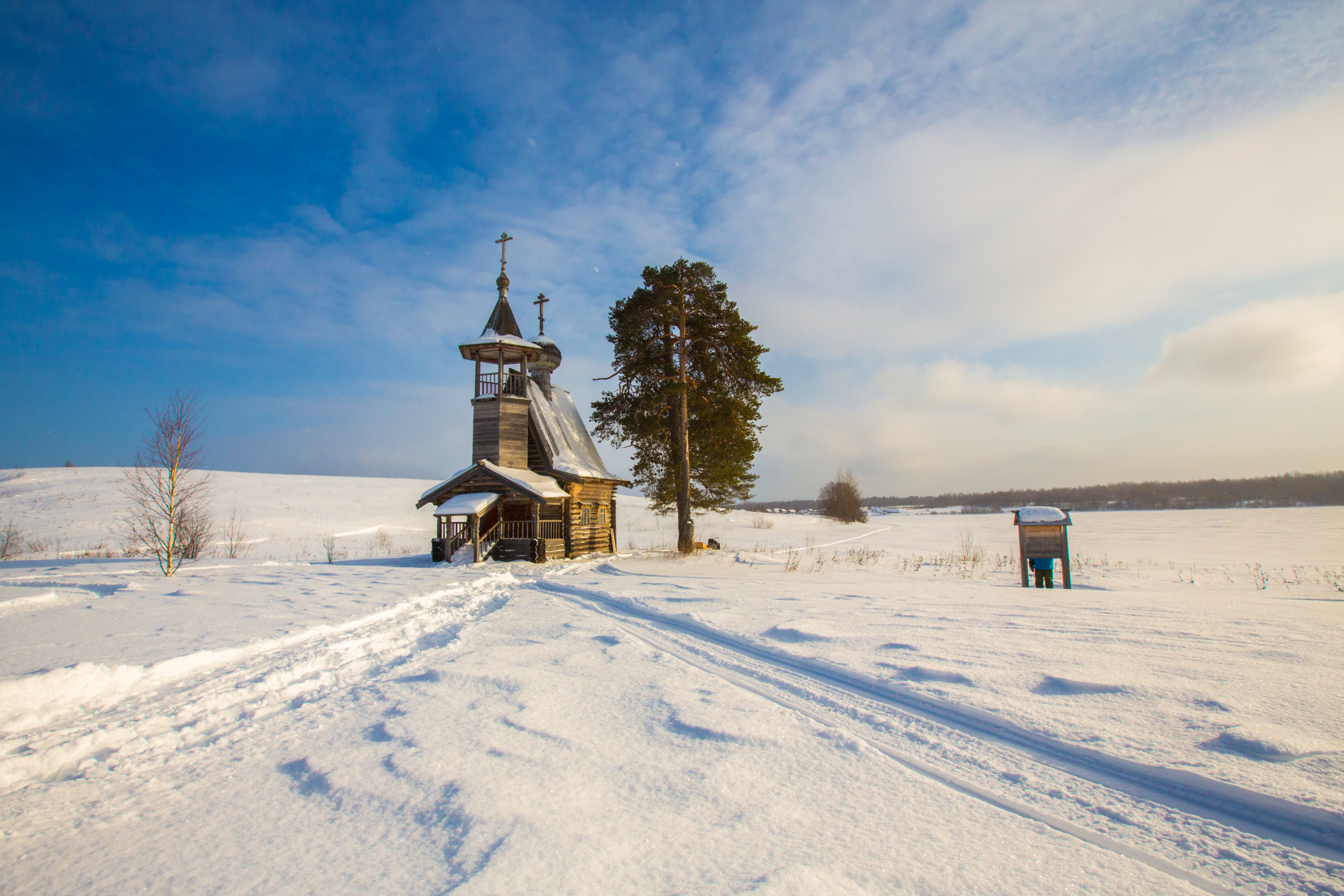
La chapelle en hiver.